# 小行星5291
小行星5291（英語：5291 Yuuko）是一颗围绕太阳公转的小行星。1990年12月20日，松山正則、渡邊和郎在钏路市发现了此天体。
这颗小行星的绝对星等为350.51225等。